# Ilhas Cayman nos Jogos Olímpicos de Verão da Juventude de 2010
As Ilhas Cayman participaram dos Jogos Olímpicos de Verão da Juventude de 2010 em Cingapura. Sua delegação foi composta de três atletas que competiram em dois esportes.

## Natação
| Evento                   | Atleta       | Qualificação | Qualificação | Semifinais  | Semifinais  | Final       | Final       |
| Evento                   | Atleta       | Resultado    | Posição      | Resultado   | Posição     | Resultado   | Posição     |
| ------------------------ | ------------ | ------------ | ------------ | ----------- | ----------- | ----------- | ----------- |
| 100 m costas feminino    | Lara Butler  | 1:08.98      | 33º (7º q2)  | Não avançou | Não avançou | Não avançou | Não avançou |
| 100 m borboleta feminino | Lara Butler  | 1:07.59      | 29º (3º q2)  | Não avançou | Não avançou | Não avançou | Não avançou |
| 200 m peito masculino    | Seiji Groome | 2:36.75      | 19º (7º q2)  | Não houve   | Não houve   | Não avançou | Não avançou |
| 200 m medley masculino   | Seiji Groome | 2:16.84      | 25º (3º q1)  | Não houve   | Não houve   | Não avançou | Não avançou |

## Vela
| Atleta             | Evento            | Regata | Regata | Regata | Regata | Regata | Regata | Regata | Regata | Regata | Regata | Regata | Regata | Pontos | Posição |
| Atleta             | Evento            | 1      | 2      | 3      | 4      | 5      | 6      | 7      | 8      | 9      | 10     | 11     | M      | Pontos | Posição |
| ------------------ | ----------------- | ------ | ------ | ------ | ------ | ------ | ------ | ------ | ------ | ------ | ------ | ------ | ------ | ------ | ------- |
| Elizabeth Wauchope | Byte CII feminino | 22     | 25     | 21     | 25     | 22     | 27     | 18     | 20     | DSQ    | 23     | 26     | 20     | 222    | 25º     |

Notas:
- M - Regata da Medalha
- OCS – On the Course Side of the starting line
- DSQ – Disqualified (Desclassificado)
- DNF – Did Not Finish (Não completou)
- DNS – Did Not Start (Não largou)
- BFD – Black Flag Disqualification (Desclassificado por bandeira preta)
- RAF – Retired after Finishing (Aposentou-se após completar a prova)